# Anschlag in Stockholm 2017

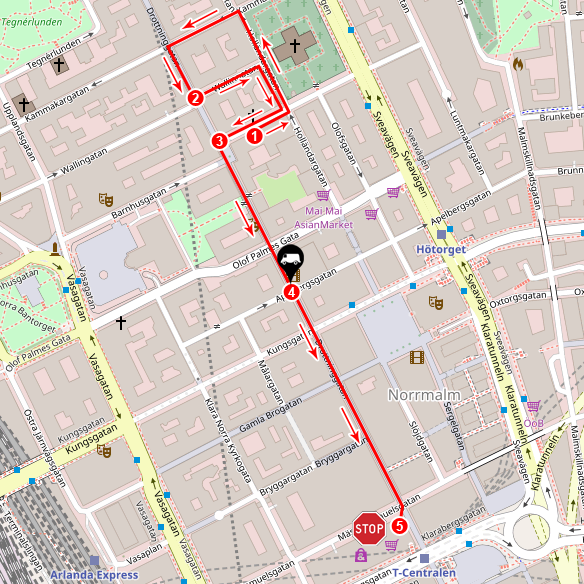
Fahrweg des Lastwagens nach bisherigen Erkenntnissen
1. Entwendung des Fahrzeugs
2. Der Täter fährt im Quartier umher, um eine Einfahrt zur Drottninggatan zu finden.
3. Fahrzeug fährt in die Fußgängerzone ein.
5. Fahrt endet in einem Fenster des Kaufhauses Åhléns

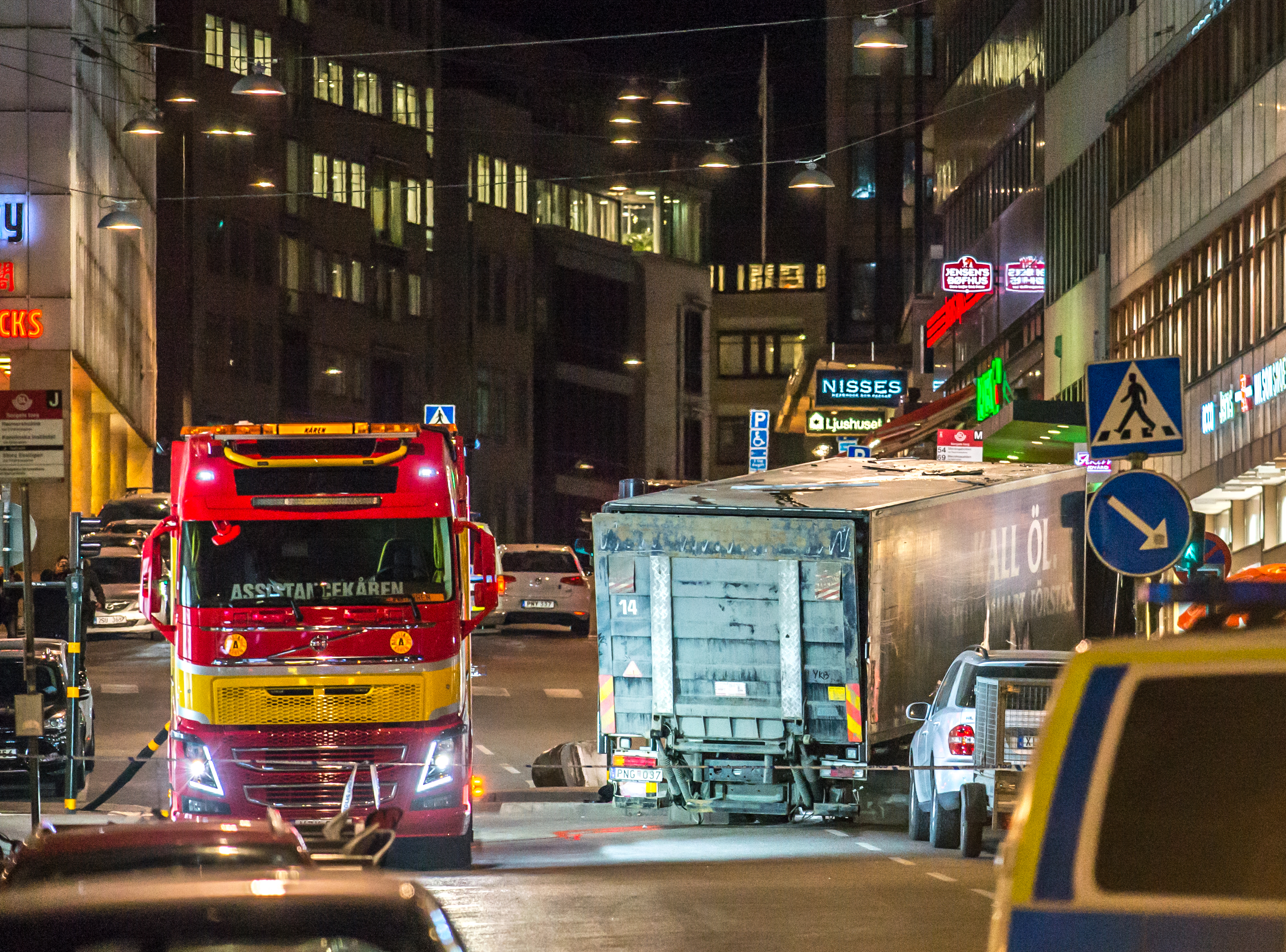
Tatfahrzeug (rechts im Bild)

Bei dem Anschlag in Stockholm am 7. April 2017 fuhr ein Attentäter mit einem gestohlenen Lastkraftwagen in der Stockholmer Innenstadt gezielt in eine Fußgängerzone. Dabei wurden fünf Menschen getötet sowie vierzehn weitere zum Teil schwer verletzt. Der usbekische Täter bekannte sich zur Terrororganisation Islamischer Staat (IS). Er wurde wegen Terrorismus und Mordes zu einer lebenslangen Freiheitsstrafe verurteilt.

## Tathergang
Kurz vor 15 Uhr stahl der Täter einen LKW vor einem Restaurant in der Straße Adolf Fredriks Kyrkogata. Er fuhr durch die Drottninggatan, eine Fußgängerstraße in der Stockholmer Innenstadt, in ein Schaufenster des Kaufhauses Åhléns City im Stadtbezirk Norrmalm; dort kam der LKW zum Stehen. Der Täter floh anschließend zu Fuß in die S-Bahn und fuhr Richtung Flughafen Stockholm/Arlanda.
Der LKW war gestohlen worden, während der LKW-Fahrer ihn entlud.

## Opfer
Fünf Menschen wurden getötet: ein 11-jähriges Mädchen aus Stockholm, eine Frau aus Ljungskile, ein 41-jähriger in Stockholm wohnhafter Brite und eine 31-jährige Belgierin, die als Touristin in Stockholm war. Eine schwer verletzte Frau aus Trollhättan erlag am 28. April ihren Verletzungen. Fünfzehn weitere Passanten wurden verletzt.

## Ermittlungen
Am Tatabend gab die Polizei die Fahndung nach einem Tatverdächtigen bekannt und veröffentlichte ein Bild des Verdächtigten von einer Videoüberwachungsanlage. Reichspolizeichef Dan Eliasson sagte, es sei unklar, ob es sich um eine Einzeltat gehandelt habe oder ob man mit weiteren Aktionen rechnen müsse. Gegen 20:30 Uhr wurde der Tatverdächtige in Märsta nördlich von Stockholm festgenommen. Ein weiterer Mann mit mutmaßlichen Verbindungen zum Verdächtigen wurde im Stockholmer Stadtteil Hjulsta im Bezirk Spånga-Tensta in der Nacht zum 8. April festgenommen.

## Täter
Der 39-jährige Täter Rakhmat Akilow stammt aus Samarqand im Südosten Usbekistans. Er soll sich seit Oktober 2014 in Schweden aufgehalten haben und stellte einen Monat später einen Asylantrag. Die Einwanderungsbehörde (Migrationsverket) lehnte den Antrag im Juni 2016 ab. Sein Widerspruch wurde im September 2016 abgelehnt, und die Behörde entschied im Februar 2017 ihn auszuweisen. Akilow tauchte unter und die Polizei schrieb ihn zur Fahndung aus. Er war dem Inlandsnachrichtendienst (Säkerhetspolisen) 2016 im Zusammenhang mit illegaler Finanzierung des Islamischen Staates (IS) aufgefallen und wurde als Randfigur eingeschätzt.
Nach Angaben der Polizei hegt Akilow große Sympathien für extremistische Organisationen, unter anderem für den IS und die Hizb ut-Tahrir. Viele seiner Kontakte in den sozialen Netzwerken gehören der Islamischen Bewegung Usbekistan an.
Bei der Verhandlung vor dem Haftrichter am 11. April ließ Akilow über seinen Anwalt mitteilen, dass er die Tat gestehe. Akilow wurde in Untersuchungshaft genommen.
Eine Woche nach dem Anschlag kamen Zweifel an der Identität des Verdächtigen auf. So war er innerhalb Schwedens mit zwei verschiedenen Identitäten aufgetreten, Rakhmat Akilow und Rachmantjon Kurbonow. 2015 soll ein Rakhmat Akilow nach Presseangaben versucht haben, aus Schweden kommend über Usbekistan nach Syrien zu reisen, um sich der Terrororganisation IS anzuschließen. Er sei aber von Sicherheitskräften aufgegriffen und nach Schweden zurückgeschickt worden.

## Urteil
Am 7. Juni 2018 wurde Akilow wegen Terrorismus und Mord zu lebenslanger Haft und (im Fall vorzeitiger Entlassung) zur Ausweisung auf Lebenszeit, der Höchststrafe, verurteilt. Außerdem muss er Geschädigten und Hinterbliebenen einen Schadenersatz von insgesamt knapp 14 Mio. schwedischen Kronen (ca. 1,3 Mio. €) zahlen. Akilow hatte im Prozess zu seinem Motiv ausgesagt, er habe mit dem Anschlag erreichen wollen, dass Schweden seinen Kampf gegen die Terrororganisation Islamischer Staat (IS) beendet.

## Ähnliche Anschläge

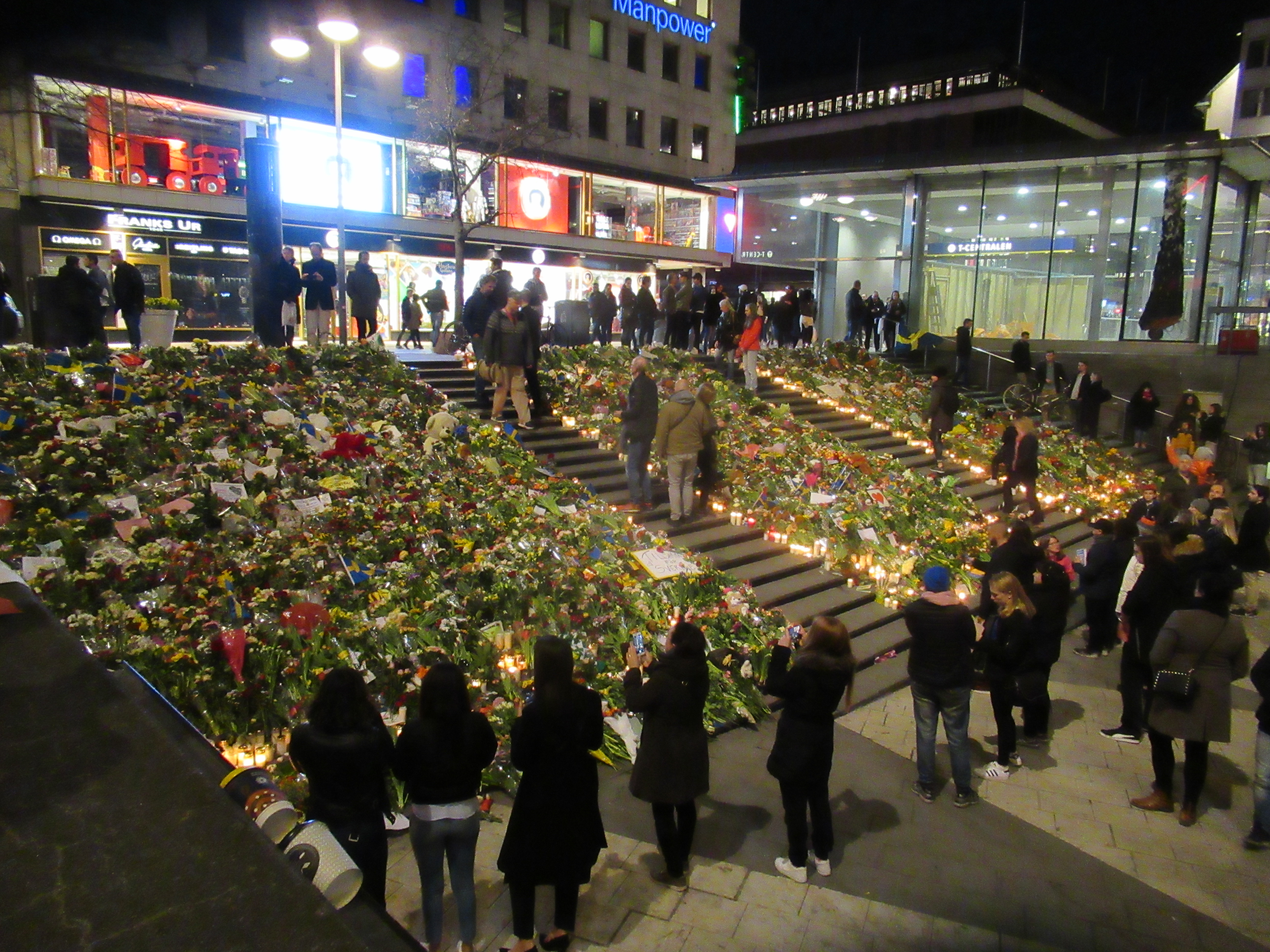
Gedenken nach der Tat

Am 22. März 2017 fuhr ein islamistisch motivierter Attentäter mit einem SUV in eine Menschenmenge auf der Westminster-Brücke und tötete drei Menschen.
Am 19. Dezember 2016 stahl in Berlin beim Anschlag auf den Berliner Weihnachtsmarkt an der Gedächtniskirche ein islamistisch motivierter Attentäter einen LKW und fuhr mit ihm in eine Menschenmenge; er tötete zwölf Menschen.
Am 14. Juli 2016 fuhr ein islamistisch motivierter Attentäter auf der Strandpromenade von Nizza mit einem gestohlenen LKW absichtlich in eine große Menschenmenge. Bei diesem Anschlag starben 86 Menschen und hunderte wurden verletzt. Weltweit wurde öffentlich bewusst, dass LKWs zum Werkzeug von Terroristen und Selbstmordattentätern werden können.